# Hubert Mounier
Hubert Mounier (Lyon, 21 september 1962 – Lavilledieu, 2 mei 2016) was een Frans zanger.

## Biografie
Mounier gebruikte de naam Cleet Boris als artiestennaam. In 1979 richtte hij samen met zijn broer Vincent en François Lebleu de poprockband L'Affaire Louis Trio op. In 1987 ontvingen ze een prijs op de Victoires de la musique. 
Mounier overleed in 2016 op 53-jarige leeftijd. Zijn broer Vincent is het enige overlevende lid van L'Affaire Louis Trio, nadat Lebleu in 2008 reeds overleden was.
- Bibliothèque nationale de France: cb14641586r (data)
- International Standard Name Identifier: 0000 0000 1012 5529
- MusicBrainz: 9d1d79ac-2f9e-44b9-bfd0-0fec55a52605
- Réseau des bibliothèques de Suisse occidentale: 02-A006568964
- Système universitaire de documentation: 168069709
- Virtual International Authority File: 47019862
- WorldCat: E39PBJwhxkCttGFmBVDjjF9dQq